# Sprachmittler
Sprachmittler ist ein Oberbegriff für Übersetzer und Dolmetscher.
Im Ausbildungssystem der DDR gab es den akademischen Grad des „Diplom-Sprachmittlers“. Dieser Studiengang vermittelte sowohl Dolmetscher- als auch Übersetzerkompetenzen. Der Berufsverband der Branche hieß „Vereinigung der Sprachmittler der DDR“.
„Sprachmittler“ ist jedoch kein DDR-spezifischer Ausdruck. Auch im Westen wurde er verwendet, wenn auch nur in der Bundeswehr, deren Dolmetscher intern ausschließlich so bezeichnet wurden und immer noch werden. Schon davor wurde „Sprachmittler“ neben „Dolmetscher“ in der Wehrmacht benutzt, allerdings nicht durchgängig.
Eine Festlegung auf die Funktion als Oberbegriff erfolgte offenbar erst durch die Reichsfachschaft für das Dolmetscherwesen (RfD), die 1940 eine „einheitliche Begriffsbestimmung“ verkündete und darin Dolmetscher (mündliche Übertragung), Übersetzer (schriftliche Übertragung) und Sprachkundige (Minderqualifizierte) unterschied:

„Diese drei Berufsgruppen werden zusammengefasst unter dem Oberbegriff ‚Sprachmittler‘. […] ‚Dolmetscher‘, ‚Übersetzer‘, ‚Sprachkundige‘ sind mittelnde Glieder zwischen den verschiedenen Sprachen. Sie sind Sprachmittler.“

Im Verlauf der Migrationskrisen ab 2015 ergab sich eine zunehmende Bedeutungsverschiebung. Inzwischen wird der Ausdruck „Sprachmittler“ oft zur Bezeichnung von Laiendolmetschern verwendet, um deutlich zu machen, dass es sich bei diesen nicht um qualifizierte Berufsdolmetscher handelt. So dürfen die meist ehrenamtlich tätigen Sprachmittler grundsätzlich keine Gespräche mit Rechtsfolgen verdolmetschen und auch keine schriftlichen Übersetzungen anfertigen (zum Beispiel von Urkunden).
Im Zuge der Entwicklung der Übersetzungs- und Dolmetschwissenschaft (zusammenfassend auch Translatologie) als eigenständiger Disziplin in der zweiten Hälfte des 20. Jahrhunderts wurde von deren Vertretern wiederholt vorgeschlagen, die Bezeichnung Translator für Dolmetscher und Übersetzer zu verwenden (Otto Kade 1968, Hans J. Vermeer und Katharina Reiß 1984). Im Gegensatz zum Sprachmittler verweist diese Bezeichnung darauf, dass es sich beim Dolmetschen und Übersetzen um Expertentätigkeiten handelt, die sich nicht allein auf sprachliche Operationen beschränken. Zum Aufgabenbereich des Translators gehört auch die Vermittlung zwischen Ausgangs- und Zielkultur, ggf. die Anpassung des Informationsangebots an die Zieltextadressaten sowie die Erstellung des Zieltextes gemäß den Konventionen der entsprechenden Textsorte.